# Mendoza pulchra
Mendoza pulchra är en spindelart som först beskrevs av Prószynski 1976.  Mendoza pulchra ingår i släktet Mendoza och familjen hoppspindlar. Inga underarter finns listade i Catalogue of Life.